# 蒙泰拉多
蒙泰拉多（義大利語：Monterado），是意大利马尔凯大区安科纳省的一个市镇。总面积10.31平方公里，人口2089人，人口密度202.6人/平方公里（2009年）。ISTAT代码为042028。
2014年1月1日，蒙泰拉多、科隆纳堡和里佩合并为新的特雷卡斯泰利市镇。